# 琴岡美紅
琴岡 美紅（ことおか みく、1990年 - ）は長崎県東彼杵郡川棚町出身の元テレビ長崎報道アナウンサー兼記者。

## 人物
中学時代から音楽・リズムに親しみ、中学はマーチングバンド部、高校はバトントワリング部、大学社交ダンス部で活動。2012年に報道部の記者として入社し、2013年からアナウンサー兼務となった。2021年3月31日をもって退社した。

## 出演番組
- KTN みんなのニュース（平日司会、取材記者・編集）
- KTNプライムニュース
- KTN Live News it!（平日司会、取材記者・編集）
- FNNスピーク（長崎ローカルパート）
- KTNニュース
- KTNニュース最終版

以上各番組のアナウンス業務
- KTNスーパーニュース取材記者・編集（平日は記者レポート中心。週末はアナウンス業務）
- マルっと!（平日司会、取材記者・編集）
- ニュースデスク業務